# Venus and Mars
Venus and Mars is het vierde album van de Britse rockgroep Paul McCartney & Wings. Het album werd opgenomen in New Orleans in januari en februari 1975. Van dit album werd het nummer "Listen to what the man said" een hit. Ook "Letting Go" en "Venus and Mars"/"Rock Show" kwamen op single uit.
Het album werd goed ontvangen en verkocht ook goed. Het monstersucces van voorganger Band on the Run werd echter niet geëvenaard. Het album bereikt toch de nummer-1-positie in de Engelse en Amerikaanse albumlijsten. Na het uitkomen van het album gaat Wings langdurig op een wereldtournée.

## Tracklist
Alle nummers werden geschreven door Paul McCartney tenzij anders aangegeven.
1. "Venus and Mars"
2. "Rock Show"
3. "Love in Song"
4. "You Gave Me the Answer"
5. "Magneto and Titanium Man"
6. "Letting Go"
7. "Venus and Mars (Reprise)"
8. "Spirits of Ancient Egypt"
  - Gezongen door Denny Laine.
9. "Medicine Jar" - (McCulloch/Allen)
  - Gezongen door Jimmy McCulloch
10. "Call Me Back Again"
11. "Listen to What the Man Said"
12. "Treat Her Gently-Lonely Old People"
13. "Crossroads Theme" - (Hatch)
  - Afkomstig van de soapserie Crossroads.